# 杨志文 (1947年)
杨志文（1947年2月—），男，汉族，浙江宁波人，中华人民共和国政治人物，第九届、第十届、第十一届全国人民代表大会四川地区代表。

## 生平
杨志文毕业于重庆大学电机及电器专业。1983年加入中国共产党。曾担任四川省人大常委会副主任。。